# Sită

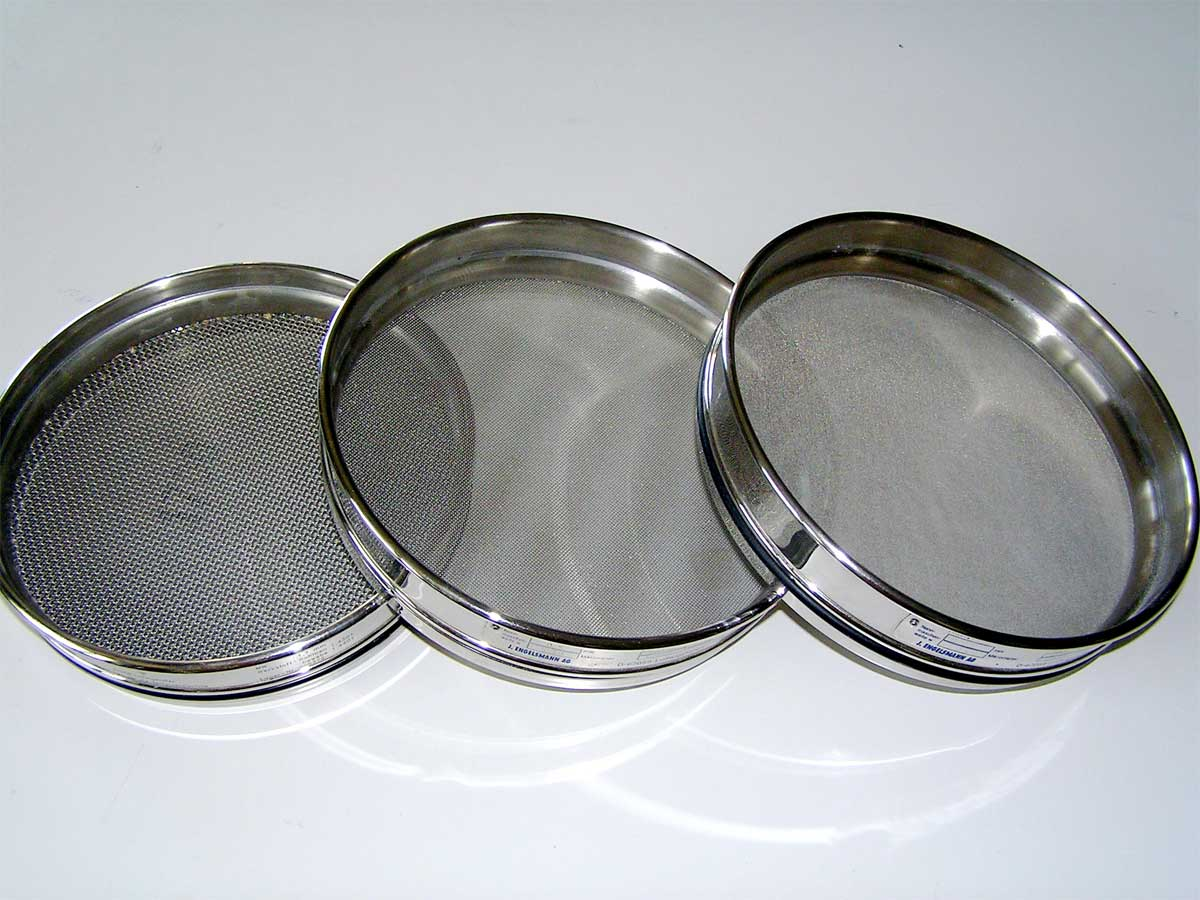
Site pentru particule de diferite dimensiuni

Sita este o unealtă confecționată dintr-o rețea de fire metalice ori textile sau dintr-o placă perforată, fixată pe un cadru și utilizată la separarea prin cernere a materialelor granuloase sau pulverulente sau la strecurarea substanțelor lichide din laborator, bucătărie, grădină sau șantier.